# Sismo da Catalunha de 1428
O Sismo da Catalunha de 1428, conhecido em Catalão como o terratrèmol de la candelera pois aconteceu durante Candlemas, atingiu o Principado da Catalunha, especialmente Rossilhão, com um epicentro perto de Camprodon. O terremoto foi um de uma série de eventos sísmicos relacionados que atingiram a Catalunha em um ano. Começando em 23 de Fevereiro de 1427, tremores foram sentidos  em Março, Abril, 15 de Maio em Olot, Junho e Dezembro. Estes causaram dano visível relativamente pequeno à propriedades, notavelmente no monastério de Amer; Mas provavelmente causaram severos enfraquecimentos na infraestrutura de construções. Isto contaria no contexto da massiva e generalizada destruição que acompanhou o sismo subsequente de 1428.
Estimativas modernas da intensidade são VIII(Danosa) ou IX (Destrutiva) na Escala Medvedev-Sponheuer-Karnik. A parede defensiva de Prats-de-Mollo-la-Preste foi destruída. A torre de relógio de Arles-sur-Tech colapsou. O monastério de Fontclara em Banyuls-dels-Aspres foi devastado. O dano sustentado pelo monastério de Saint-Martin-du-Canigou marcou o começo de seu declínio. A torre do sino e a torre da lanterna de Sant Joan de les Abadesses caiu. A capela em Vall de Núria foi destruída. As vilas de Toretellà e Queralbs foram completamente destruídas. Entre as estruturas danificadas estava o Mosteiro de Santa Maria de Ripoll e Sant Llorenç prop Bagà. Desde Perpinhã até Barcelona a população estava em pânico. Em Barcelona, a intensidade fo estimada em VI (Forte) ou VII (Muito forte). A rosácea da igreja Gótica de Santa Maria del Mar foi destruída.
Robin de Molhet, lorde do Castelo de Peyrepertuse, que estava percorrendo os seus domínios quando o sismo aconteceu, rapidamente veio ao auxílio das vítimas, o que ganhou o reconhecimento de Alfonso V de Aragão, que estava em Valência no momento dos tremores. Ele foi informado pelo presidente da Generalidade da Catalunha, Felip de Malla, por uma carta. É estimado que centenas de pessoas morreram no desastre. 200 estimadas em Camprodon, 100 a 300 em Puigcerdà (Devido a queda da igreja), 20 a 30 em Barcelona (em Santa Maria del Mar), e quase toda a população de Queralbs. O sismo foi provavelmente o pior da história dos Pirenéus[carece de fontes?] Apesar do primeiro registrado ocorrer em 1373. Permanece, até os dias de hoje, como um ponto de referência para o estudo de riscos sísmicos.